# Кноп (мифология)
Кноп (др.-греч. Κνώπος) — персонаж древнегреческой мифологии. Кноп, побочный сын Кодра, собрал людей из ионийских городов и вывел колонию в город Эрифры. Согласно оракулу, взял у фессалийцев как предводительницу жрицу Энодии Хрисамену, она помогла ему взять город эрифрейцев. Свергнут заговорщиками Ортигом, Иром и Эхаром, которые бросили его в море во время плавания. Но и сами заговорщики были изгнаны братом Кнопа и погибли во время бегства.